# Ruellia tessmannii
Ruellia tessmannii är en akantusväxtart som beskrevs av Gottfried Wilhelm Johannes Mildbraed. Ruellia tessmannii ingår i släktet Ruellia och familjen akantusväxter. Inga underarter finns listade i Catalogue of Life.